# Evald Tang Kristensen

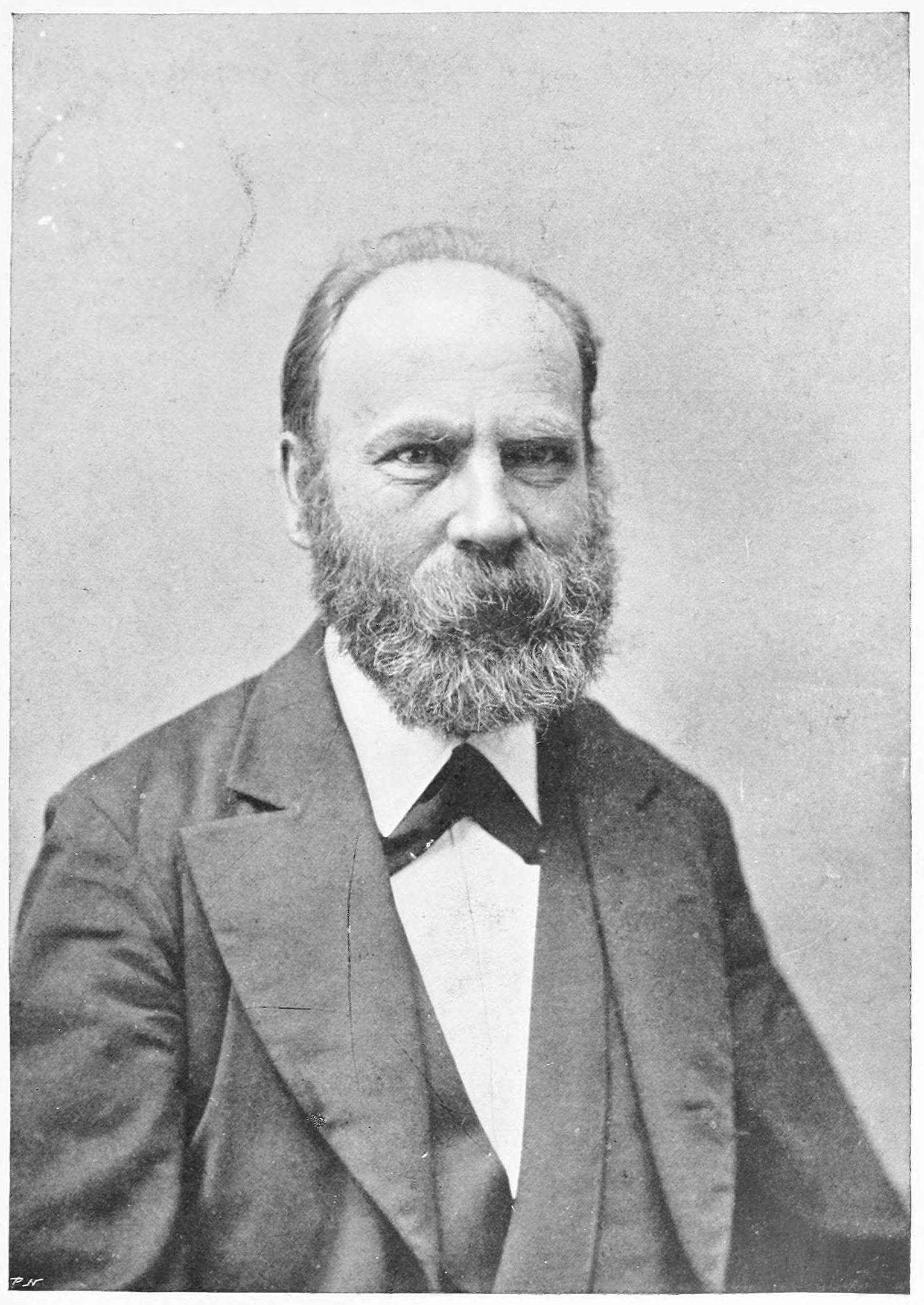
Evald Tang Kristensen

Evald Tang Kristensen, född 24 januari 1843 i Nørre Bjert nära Kolding, död 9 april 1929, var en dansk samlare av folklitteratur. 
Kristensen växte upp i hedområdet vid Viborg som skollärarson och styvbarn. Utan att i sin barndom ha kommit i nära kontakt med folktraditionerna, väcktes under hans seminarietid kärleken till dessa genom Abrahamsons vissamling och Svend Grundtvigs Gamle minder. Då han hade blivit lärare i Herningtrakten (i Gjellerup i Hammerum härad, jämför hans 1917 utgivna bok Gjellerup sogns degnehistorie), upptäckte han, att det i detta område fanns en mängd muntliga traditioner, särskilt i allmogens hem.
På sin fritid uppsökte Kristensen de gamla i deras avsides stugor, för att nedteckna deras visor, och samtidigt (1868) började han utge Jydske folkeviser og toner. Boken blev uppmärksammad; trots tidigare insamling anade man inte att det på ett litet område kunde finnas en sådan rikedom av medeltida diktning. Han blev därigenom medveten om sin livsuppgift, som han sedan fullföljde med stor begeistring och med en ihärdighet, som trotsade både små villkor och de samtidas ovilja eller brist på förståelse; han ville rädda folktraditionen från glömska, innan denna dog ut.
Kristensens samlarvandringar utsträcktes till långa resor till fots först genom det vidsträckta Hammerum härad, senare över hela Jylland. Hans första vissamling avslutades 1870 som Jydske folkeminder, 1. samling, och följdes efterhand av en lång rad liknande band med visor, sägner och äventyr.  År 1883, efter Grundtvigs död, stiftade han "Dansk Samfund til Indsamling af Folkeminder" (intill 1889) och utgav i dess tidskrift Skattegraveren ett stort urval av de många medarbetarnas bidrag. Från 1888 kunde han tack vare årligt författarunderstöd lämna läraryrket och helt ägna sig åt folkminnenas insamling och publicerande.
Förutom den långa serien av Jydske folkeminder (13:e samlingen 1897) utgav han ett omfattande verk, Danske sagn (sju band, 1892–1901) efter egna och Grundtvigs samlingar; vidare Gamle folks fortællinger om det jydske almueliv (1891–94), samt tilläggsband I–II (1900–02), Danske ordsprog og mundheld (1890), Børnerim og remser (1896–98), Danske skæmtesagn (I, 1900), Danske folkegaader (1913), samt mindre äventyrsamlingar och dylikt, däribland Fra bindestue og kølle (1896–97), Fra Mindebo (1898), Molbo- og aggerbohistorier (1–2, 1892–1903) och Kuriøse overhøringer i kirke og skole (1–2, 1892–1899). Vidare föreligger bland annat en mängd tidskrifts- och tidningsartiklar och enstaka mindre skrifter av lokalhistorisk karaktär.
Vad som gjorde Kristensen till en av Europas bästa folkminnesamlare, var först och främst hans förmåga att finna stoffet. Där andra gav upp arbetet, fann han utvägar, han sökte sig till obetydliga personer i ensliga stugor på heden, fick dem att öppna sig för honom och nedtecknade med säkerhet deras berättelser. Det är detta som var hans förtjänst; den historiska granskningen och det strängt systematiska ordnandet låg utanför hans område.
Den 31 december 1917, då Kristensen firade sitt 50-årsjubileum som folkminnesamlare, hedrade föreningen "Danmarks Folkeminder" honom med en stor festskrift med bland annat en bibliografi, och genom att utnämna honom till hedersmedlem. På hans 80-årsdag överräckte nämnda förening honom en hedersskrift i manuskript, en samling handskrivna folkminnesuppteckningar från föreningens medlemmar (ett urval av dessa utgavs 1923 genom Hans Ellekilde). Hans otryckta sägensamlingar utgavs från 1928 i serien "Danske sagn"; ett Evald Tang Kristensen-sällskap stiftades samma år med ändamål att utge hans otryckta samlingar och erhöll för detta betydande stöd från Carlsbergfondet.
År 1927 utgav Kristensen Gamle Kildevæld, vilket innehåller en rad porträtt av hans meddelare. Vidare utsände han 1918–28 Minder og oplevelser i fyra stora band, i vilka hans insamlingsresor skildras mycket utförligt. Detta verk underlättar förståelsen av de stora svårigheter, varunder han arbetade, men av särskilt stort värde är uppgifterna om hans meddelare och deras förhållanden, liksom att verket ger en klar bild av Kristensen själv.